# Idaea rumigerata
Idaea rumigerata là một loài bướm đêm trong họ Geometridae.